# Tobias Ratschiller
Tobias Ratschiller (* 16. Mai 1979 in Schlanders) ist ein Unternehmer aus Südtirol und der ursprüngliche Entwickler des Datenbankmanagementtools phpMyAdmin.
Ratschiller entwickelte auch den Adserver phpAds, aus dem später OpenX wurde. Zudem entwickelte er mit PHP phpEasyMail, phpIRC, phpChat, und phpPolls. Außerdem war er 1999 Co-Autor des ersten großen PHP-4-Buches Web Application Development with PHP.
2000 war er Mitgründer und CEO des in Bozen ansässigen Unternehmens Maguma, das Software-Entwicklungswerkzeuge für Webanwendungen auf der Grundlage von Open Source herstellt. Von Ratschiller stammt auch die später von Maguma übernommene Website phpwizard.net.
Als Gründer und Geschäftsführer der Firma Senza Limiti (Ohne Grenzen) betrieb er werbefinanzierte Internet-Portale, Domain-Handel und investierte früh in Kryptowährungen.